# Harry Rabinowitz
Harry Rabinowitz OBE (Johannesburg, 26 de març de 1916 - Provença, 22 de juny de 2016) fou un director i compositor de música per a pel·lícules i per a televisió britànic. Nasqué a Sud-àfrica; els seus pares foren Israel Rabinowitz i Eva, de nom de soltera Kirkel. Va estudiar a la Universitat del Witwatersrand i a la Guildhall School of Music and Drama de Londres a partir de 1946. Fou incorporat a l'Orde de l'Imperi Britànic el 1977.

## Obra
Fou director de la BBC Revue Orchestra (1953-60), director musical de la BBC Television Light Entertainment (1960-68), i director de música de la London Weekend Television (1968-77). Dirigí la London Symphony Orchestra i la Royal Philharmonic Orchestra.
Rabinowitz dirigí la música de nombroses pel·lícules: Hanover Street (1979), Chariots of Fire (1981), Heat and Dust (1983), Les bostonianes (1984), Return to Oz (1985), Lady Jane (1986), Maurice (1987), The Remains of the Day (1993), The English Patient (1996), The Talented Mr. Ripley (1999), o Cold Mountain (2003).
També compongué música per a sèries de televisió com The Frost Report (1966), Jo, Claudi (1976), The Agatha Christie Hour (1982), and Reilly, Ace of Spies (1983). Fou el primer director de l'orquestra del musical Cats a Londres el 1981.

## Vida personal
Rabinowitz es casà dos cops, primer amb Lorna Thurlow Anderson (1944), divorciats el 2000, i després amb Mary (Mitzi) C. Scott el 2001. Té dues filles i un fill del primer matrimoni. Rabinowitz havia celebrat el seu centenari i tenia previst participar en un concert amb la London Symphony Orchestra al Barbican Hall el novembre de 2016 per celebrar el seu centenari i la seva contribució a la música. Morí a Provença, on passava una part de l'any; la resta de l'any la passava a Portland, Oregon.